# Lionel Greenstreet

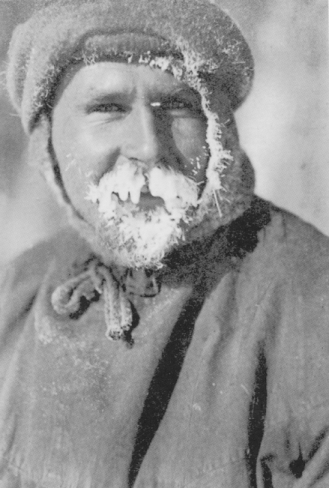
Lionel Greenstreet bei der Endurance-Expedition

Lionel Greenstreet (* 20. März 1889 in Lyonsdown, Hertfordshire; † 13. Januar 1979 in Goring-by-Sea, Sussex) war ein britischer Marineoffizier und Polarforscher. Er nahm an der Endurance-Expedition (1914–1917) des britischen Polarforschers Ernest Shackleton in die Antarktis teil.

## Leben
Greenstreet war das älteste von drei Kindern des Master Mariner Herbert Edward Greenstreet (1850–1936) und dessen Frau Bertha (geborene Kingsford, 1853–1944). Im Jahr 1904 wurde er Kadett bei der Royal Navy. Er diente auf unterschiedlichen Segelschiffen, bis er 1911 sein Zertifikat zum Master erhielt.
Anfang August 1914 bewarb er sich kurzfristig als in Schottland bei der New Zealand Shipping Company Angestellter in einem Schreiben an Kapitän Frank Worsley um die Teilnahme an der Endurance-Expedition. Greenstreet erhielt die Zusage und erreichte das Expeditionsschiff Endurance 30 Minuten vor dessen Abreise in Plymouth. Nachdem die Endurance am 18. Juni 1915 im Weddell-Meer unweit ihres Zielorts vom Packeis eingeschlossen wurde, gehörte Greenstreet zum regulären Wachdienst auf der schließlich vergeblichen Suche nach einer offenen Fahrrinne. Die Mannschaft verließ am 27. Oktober 1915 das durch Eisdruck leckgeschlagene Schiff, das am 21. November 1915 im Weddell-Meer versank. Neben Alexander Macklin gehörte er fortan zu den Mushern und führte ein eigenes Schlittenhundegespann; gemeinsam mit Macklin erlegte er bei der Jagd eine 800 Kilogramm schwere Weddellrobbe und trug damit wesentlich zur Entlastung der angespannten Versorgungslage der auf dem Meereis gestrandeten Männer bei. Frank Worsley hob sein Engagement als Ruderer bei der Fahrt im Rettungsboot Dudley Docker nach Elephant Island hervor. Greenstreet war der Erste der auf Elephant Island gestrandeten Männer, der am 30. August 1916 an Bord des Rettungsschiffs Yelcho ging. Für seine Verdienste um die Expedition wurde er mit der silbernen Ausführung der Polar Medal ausgezeichnet.
Nach seiner Rückkehr nach England diente er in der restlichen Zeit des Ersten Weltkriegs bei den Royal Engineers für den Binnengewässertransport. Am 26. September 1917 heiratete er Mille Baddeley Muir; die Ehe blieb kinderlos. Nach dem Krieg war Greenstreet in unterschiedlichen Branchen tätig, unter anderem als Versicherungsmanager der Reederei Furness, Withy & Co. Während des Zweiten Weltkriegs diente er bei der Royal Naval Reserve auf Rettungsschleppern mit Einsätzen im Atlantik und in der Nordsee. Später war er Berater der britischen Admiralität in mehreren US-amerikanischen Werften. Aus dem Kriegsdienst wurde er im Rang eines Commander entlassen.
Seinen Ruhestand verlebte er in Brixham. 1955 starb seine erste Frau und er heiratete Audrey Day (1899–1991) in Chelsea. Als letzter Endurance-Veteran starb er 1979 im Alter von 89 Jahren.